# Персиановский
Персиановский — посёлок в Октябрьском районе Ростовской области. Административный центр Персиановского сельского поселения.

## География
Посёлок расположен на левом берегу Грушевки вблизи северной части Новочеркасска. На правом берегу реки находится слобода Красюковская.
В посёлке находится железнодорожная станция Персиановка на линии Ростов-на-Дону — Кутейниково. Через посёлок проходит автодорога «Шахты — Новочеркасск».

## История
Существует несколько версий о происхождении названия посёлка. Одна из них наиболее достоверна. У атамана Платова был управляющий конезаводом Персианов. Он утверждал, что его предок, когда был молодым казаком, попал в плен к туркам, те продали его в семью перса, где он работал. У перса была дочь, она тяжело болела, и надежды на её выздоровление не было. Казак же был из семьи знахарей, он взялся её вылечить и сделал это средствами народной медицины. Видимо, благодарный отец уступил просьбам полюбивших друг друга молодых, так как казак возвратился на Дон с женой-персиянкой и хорошим приданым. По преданию, оттуда и пошёл род Персиановых.
Вначале появился хутор Персиановский. Когда же в 1861—1863 годах была построена железная дорога «Александровск-Грушевский — станица Аксайская», одна из станций этой дороги также была названа Персиановской.

Возвращаясь к железнодорожной линии, идущей от Ростова к северу, продолжаем её описание. От Новочеркасска путь, пройдя через р. Тузлов, направляется к северу и на 15-й версте приходит на ст. Персиановку с одноимённым посёлком (1800 жителей). Пункт этот не имеет экономического значения и только несколько оживает летом, во время лагерной стоянки казачьих войск новочеркасского гарнизона.
В 3 верстах от станции расположен небольшой хутор А. А. Соколова Персиановка с виноградником и фруктовым садом, интересным по разнообразию сортов деревьев.
— Россия. Полное географическое описание нашего отечества, т. 14
Хутор в дальнейшем разросся в большую станицу Персиановскую, которая называлась так до 20-х годов XX века. Позже её переименовали и назвали в честь участника гражданской войны станицей Красюковской. Персиановкой продолжали называть железнодорожную станцию и посёлок, выросший рядом.
Возле хутора Персиановского когда-то проходил почтовый тракт на юг России. В районе нынешнего пруда находилась станция Хорули. Через неё проезжали на Кавказ А. С. Пушкин, М. Ю. Лермонтов, А. С. Грибоедов. Жил в Персиановке некоторое время писатель А. С. Серафимович, также её упоминает М. А. Шолохов в романе «Тихий Дон»:

…немецкие сапоги с окованными по износ каблуками трамбовали донские шляхи, баварская конница поила лошадей в Дону… А на границе с Украиной молодые казаки, только что обученные в Персиановке, под Новочеркасском, призванные под знамёна, дрались с петлюровцами. Почти половина заново сколоченного 12-го Донского казачьего полка легла под Старобельском, завоёвывая области лишний кус украинской территории.— М. Шолохов, «Тихий Дон»
В 1893 году по инициативе Донского общества сельского хозяйства на частные пожертвования было создано опытное поле, урожай которого неоднократно удостаивался наград на всероссийских сельскохозяйственных выставках.
В 1907 году было решено построить в Персиановке Донское среднее сельскохозяйственное училище. Строительство велось до 1915 года. Впоследствии это училище стало сельскохозяйственным институтом.

## Население
| 1979 | 2002    | 2010  |
| ---- | ------- | ----- |
| 6512 | ↗15 754 | ↘7592 |

## Образование

### Школа
В посёлке имеется Муниципальное образовательное учреждение средняя общеобразовательная школа № 61. В школе обучается 358 учащихся, 18 классов-комплектов, одна группа продлённого дня.
Персиановская средняя школа основана в 1907 году, в год образования посёлка Персиановского. В 1904 году при среднем сельскохозяйственном училище в Персиановке открылась начальная школа. В связи с ростом учебного хозяйства училища, а потом и сельскохозяйственного института, начальная школа была преобразована в 7-летнюю, а в 1946 году — в среднюю. Для неё специально было построено 2-этажное здание, сохранившееся до сих пор. В 1966 году учащиеся школы получили от Донского сельскохозяйственного института подарок — новое трёхэтажное здание на 536 мест. Это было единственное в Ростовской области здание сельской школы, которое по условиям обучения приближалось к школам городского типа. Всего, начиная с 1946 года, был сделан 61 выпуск — 3578 учащихся.

### ДонГАУ
Основным учреждением посёлка является высшее учебное заведение Донской государственный аграрный университет, существующий с 1915 года. Его становление связано с именами известных учёных и организаторов сельскохозяйственного производства, среди которых профессора Н. Н. Мари, В. М. Арциховский, А. И. Носатовский, академики К. И. Скрябин, В. В. Талановов, П. Е. Ладан, другие учёные.
За время своей работы университет выпустил более 45 тысяч специалистов. Среди них — ведущие агрономы страны, работники ветеринарной и других служб сельского хозяйства, селекционеры, крупные научные работники.

## Известные люди
В посёлке родился Михайличенко Михаил Петрович — Герой Советского Союза.
Известный российский предприниматель, основатель холдинга Unitile Лазарь Шаулов провел детство и юность в Персиановке.
В Персиановке окончил школу российский военачальник, заместитель начальника Военной академии Генерального штаба Константин Касторнов.